# Torrita di Siena

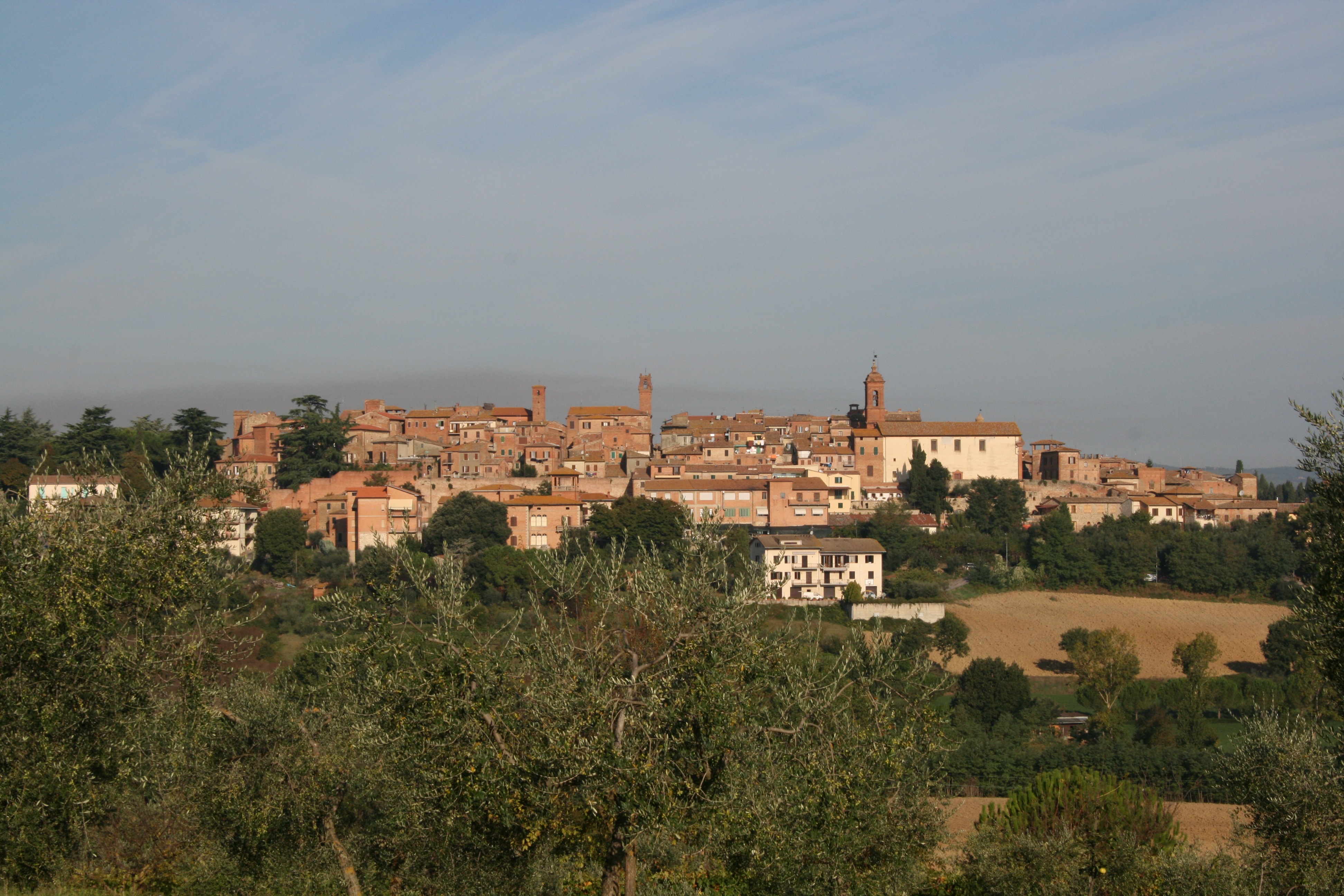
Torrita di Siena

Torrita di Siena là một đô thị ở tỉnh Siena trong vùng Toscana, có cự ly khoảng 80 km về phía đông nam của Florence và khoảng 40 km về phía đông nam của Siena.
Torrita di Siena giáp các đô thị: Cortona, Montepulciano, Pienza, Sinalunga, Trequanda.